# Bill Bann
William Edward „Bill“ Bann (* 15. August 1902 in Broxburn; † 16. März 1973 in Haringey, London) war ein schottischer Fußballspieler.

## Karriere
Bill Bann wurde im Februar 1923 von Peter McWilliam, Trainer der Tottenham Hotspur, vom schottischen Second-Division-Klub Broxburn United nach London an die White Hart Lane geholt. Dort dauerte es ein Jahr, bevor er in einem Freundschaftsspiel gegen den FC Chelsea an der Seite von Matt Forster erstmals für das Profiteam auflief. Zu seinem Pflichtspieldebüt in der First Division kam Bann am 25. März 1926 als Ersatz für Tommy Clay bei einem 1:0-Heimerfolg gegen Newcastle United. Bann absolvierte auch die folgenden sieben Spieltage bis Saisonende in der Verteidigung an der Seite von Forster. Nach dem Abstieg in die Second Division kam er in der Spielzeit 1928/29 zu vier weiteren Ligaeinsätzen. Nachdem ursprünglich bereits im Mai 1929 von Vereinsseite kein Interesse an einer Weiterverpflichtung mehr bestand und er die Freigabe erhielt, wurde er für die Saison 1929/30 nochmals verpflichtet. Bis zu seinem endgültigen Abgang im Sommer 1930 kam Bann aber zu keinem weiteren Einsatz. 
Der Verteidiger setzte seine Laufbahn in der Third Division South beim FC Brentford fort, für den er sporadisch im Profiteam auftrat und mit der Reservemannschaft 1931/32 die Meisterschaft der London Combination gewann. Anschließend spielte er für eine Saison beim Ligakonkurrenten Bristol Rovers, vertrat dort bei seinem einzigen Ligaeinsatz, einem 2:2-Unentschieden gegen Newport County, seinen Landsmann Alec Donald. Den Abschluss seiner Fußballerkarriere in der Football League verlebte er beim ebenfalls in der drittklassigen Südstaffel spielenden FC Aldershot, für den er 1933/34 sieben Ligaspiele bestritt.